# Heißa, Kathreinerle
Heißa, Kathreinerle ist ein deutsches Volks- und Kinderlied. Erstmals veröffentlicht wurde es in Klemens Neumanns Der Spielmann im Jahr 1928.

## Geschichte
Melodisch lehnt es sich an ein altes und beliebtes Lied, nämlich „Gügük im Häfele“, an. Dessen Originalmelodie lässt sich bis ins 14. Jahrhundert zurückverfolgen und gehörte bis etwa 1730 zum Standard-Repertoire der Pfeifertage. Der deutsche Text ist eine spätere Zudichtung, die als Erstveröffentlichung in Klemens Neumanns Spielmann, 9. Auflage, Mainz 1928 erschien.
Textlich ist „Heißa Kathreinerle“ eine Neuschöpfung des 20. Jahrhunderts. Inhaltlich ist es eine Tanzaufforderung an ein Mädchen. Getanzt werden soll der Hopser, eine Vorform des Rheinländers mit hüpfenden Schrittfolgen. Zudem soll das Mädchen mit geschürztem (hochgehobenen) Rock und kranzgeschmückter Zopffrisur lustig tanzen, bis die Wirtin am nächsten Morgen mürrisch den Tanzboden ausfegt. Sprachlich weist der Text durch die Verwendung seiner Diminutive starke Bezüge zu Dialekten des süd(west)deutschen Sprachraumes (Schwäbisch, Alemannisch, Fränkisch, Elsässisch) auf.

## Text
Der Text lautet nach Volksliederarchiv wie folgt:
Heißa, Kathreinerle, schnür dir die Schuh.

Schürz dir dein Röckele, gönn dir kein Ruh.

Di-dl, du-dl, da-dl, schrum, schrum, schrum,

Geht schon der Hopser rum,

Heißa Kathreinerle, frisch immer zu!

Dreh wie ein Rädele flink dich im Tanz!

Fliegen die Zöpfele, wirbelt der Kranz.

Di-dl, du-dl, da-dl, schrum, schrum, schrum,

Lustig im Kreis herum

Dreh dich, mein Mädel, im festlichen Glanz.

Heute heißt’s lustig sein, morgen ist’s aus.

Sinket der Lichter Schein, geh’n wir nach Haus.

Di-dl, du-dl, da-dl, schrum, schrum, schrum,

Morgen mit viel Gebrumm

Fegt die Frau Wirtin den Tanzboden aus.

## Rezeption und Medien
Während des Nationalsozialismus gehörte „Heißa, Kathreinerle“ zum Liederkanon des Bundes Deutscher Mädel („Liederbuch des BDM“, 1934; „Wir Mädel singen“, 1937) sowie dem der Hitlerjugend („Liederblatt der Hitler-Jugend“, Nr. 101/102: „Lieder aus Elsaß und Lothringen“, 1941). In den 1950er Jahren setzte eine verstärkte Rezeption des Liedes in Schul-, Jugend- und allgemeinen Gebrauchsliederbüchern sowie in jüngerer Vergangenheit in Kinderliederbüchern ein.
Die fränkische Band Hämatom veröffentlichte eine Rockversion des Liedes mit teilweise verändertem Text auf deren Album Nein! im Jahr 2005. In der Wochenzeitung Die Zeit war Heißa, Kathreinerle Teil einer 2012 veröffentlichten Kinderliederserie. Gunther Erdmann schuf eine konzertante Volksliedbearbeitung und auch von Rolf Lukowsky existiert eine Liedbearbeitung.